# Ceratina triangulifera
Ceratina triangulifera är en biart som beskrevs av Cockerell 1914. Ceratina triangulifera ingår i släktet märgbin, och familjen långtungebin. Inga underarter finns listade i Catalogue of Life.